# 釋意昭
釋意昭（1927年 - 2013年）は、現代仏教の高僧、虚雲法師の衣鉢を受け継いだ。虚雲法師が、中国潮州開元寺で法をひろめる際、意昭法師は、傍らにいた。意昭法師は5年間香港竹林禅院の住職であった。地蔵菩薩を手本とし、『娑婆衆生不尽、誓不成仏』を発願していた。意昭法師は、香港、日本、ビルマ、台湾、中国各地に多くの弟子がいる。

## 生涯
意昭法師は、1927年中国の広東省に生まれ、1940年に茂沾法師と会い、すぐに香港の竹林禅院に赴いた。翌年の1941年に茂芬法師により剃髪された。1944年に南華寺で中国の著名な高僧である虚雲法師より戒律を授けられた。その後、すぐに虚雲法師と共に雲門山大覚禅寺に赴き、これを建て直した。1946年に虚雲法師から臨済宗法脈を伝承され、第44代の伝人となった。1952年に、香港の沙田に虚雲法師の俗名である「古岩」に因んで、古岩浄苑を創設した。1953年に竹林禅寺に戻り、本堂の建設に協力し、その後、竹林禅院の住職の職務を引き継いだ。住職を担当する間に、本堂を建設した。さらに1982年に開光儀式を行った。五百羅漢の宝殿の建立に最も時間をかけ、12年の歳月を経て漸く完成した。2013年に竹林禅院で円寂した。 